# Concholepas
Concholepas is een geslacht van weekdieren uit de klasse van de Gastropoda (slakken).

## Soort
- Concholepas concholepas (Bruguière, 1789)